# TIP TIG

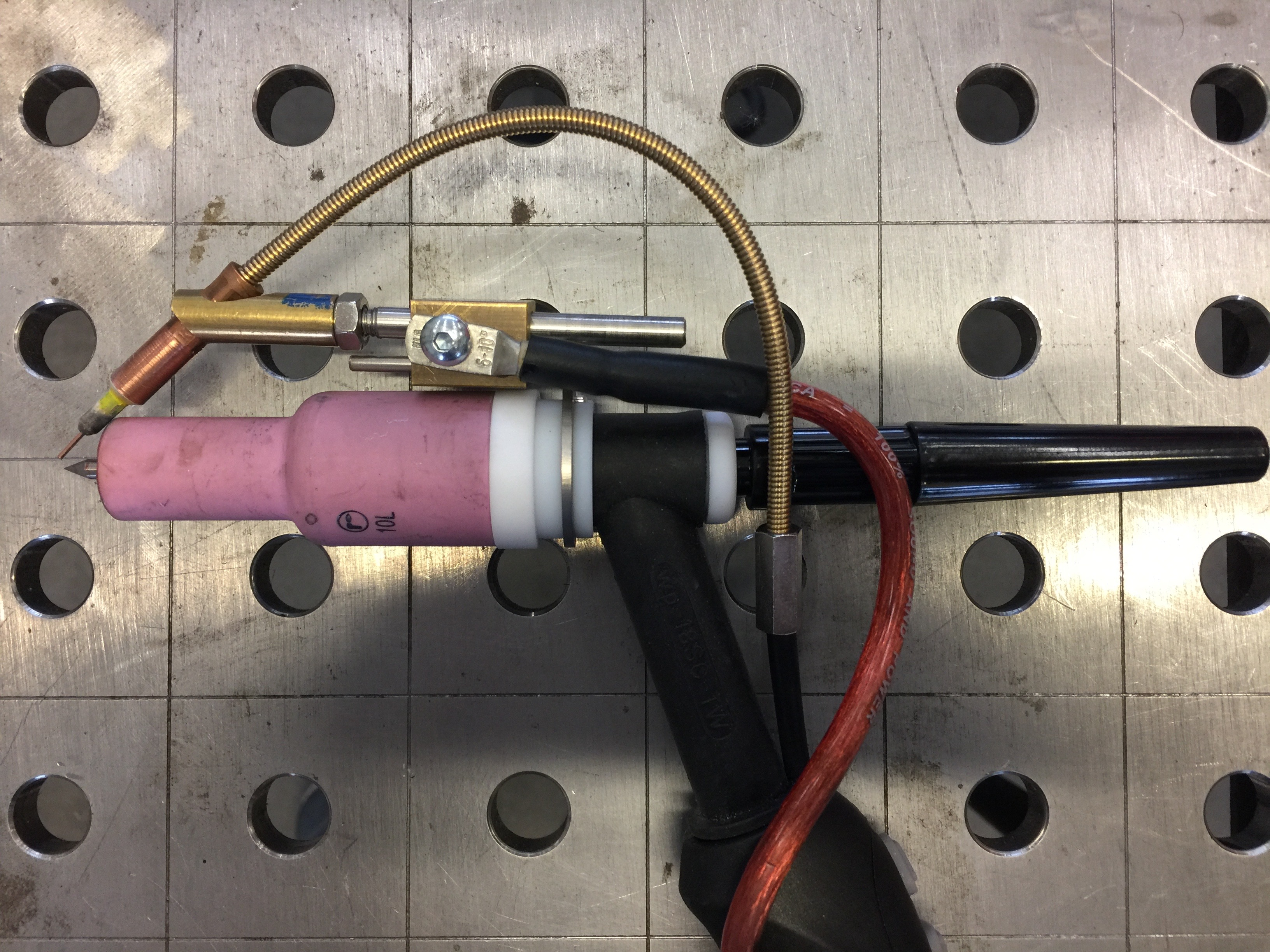
TIP TIG Schweißbrenner mit Drahtzuführung

TIPTIG-Schweißen ist ein Wolfram-Inertgasschweißverfahren.
Das 1999 vom österreichischen Ingenieur Siegfried Plasch entwickelte und patentierte Verfahren zählt zu den Lichtbogenschweißverfahren. Es handelt sich um eine Weiterentwicklung des WIG-Schweißens mit einer neuen Methode der Drahtzuführung. Beim herkömmlichen WIG-Schweißen wird der Schweißzusatzwerkstoff in Form von Drähten oder Stäben per Hand oder mechanisch zugeführt. Beim TIPTIG-Schweißen wird die kontinuierliche Drahtförderung durch eine parallele Vor- und Rückwärtsbewegung überlagert. Aus der Überlagerung der beiden Bewegungen resultiert eine kinematische Energie, die die Oberflächenspannung des Schweißbades herabsetzt. Zusätzlich wird der Schweißdraht durch eine Gleichstromquelle erwärmt. Dies geschieht mittels Widerstandserwärmung, die der Zusatzwerkstoff erfährt, wenn dieser das Schmelzbad berührt. Vorteile dadurch sind ein niedrigerer Wärmeeintrag, eine sehr geringe Aufmischung (Mischverbindung aus Grundwerkstoff und zugeführten Schweißzusatzwerkstoff) und eine Steigerung der Schweißgeschwindigkeit gegenüber dem Zuführen des Schweißzusatzes per Hand oder der mechanischen Zuführung.